# 天人閣
天人閣（てんにんかく）は北海道の天人峡温泉にかつて存在していた老舗旅館である。2018年12月に休館し、2023年1月、自治体により解体・撤去の方針が決定し、翌2024年12月までに建物は解体された。最終的な所有者はイーホテルの持株会社であった Colours International（カラーズ・インターナショナル）。

## 歴史

### 黎明期（明治30年～大正）
1897年（明治30年）、アイヌ人の案内で松山多米蔵が忠別川をさかのぼって温泉を発見し、1900年にその発見者の名にちなんで松山温泉と名づけられ、開業した温泉旅館が後の天人閣である。つまり、天人閣の開業から天人峡温泉の歴史が始まったということである。
1898年の鉄道の開通と1901年の第7師団司令部移駐は天人峡温泉から40 km離れた旭川村（現・東旭川地区、1900年から旭川町に改称）に活気をもたらし、多米蔵の旅館経営を後押しした。開湯当初から糖尿病や動脈硬化症へ効能がある良質の湯が湧き出ることで知られていたことに加え、松山温泉が開業した明治後期は、1894年に出版された志賀重昂の「日本風景論」の影響で日本山岳会が設立されるほど登山への関心が高まっていた時期であったこともあり、1909年ごろから松山温泉への宿泊客が増加した。
大町桂月は1921年8月に大雪山を縦走した際、松山温泉に宿泊し、大雪山の名所を訪れた感慨を紀行文「層雲峡より大雪山へ」に綴っている。

### 最盛期（昭和）
一定していなかった地名は1937年に天人峡温泉に統一され、翌1938年に大雪山国立公園入口から天人峡温泉への自動車道路が開通し、旭川から天人峡温泉までの直通バスの運行が始まったことで、天人峡温泉へのアクセスは改善する。1941年に大雪荘(元・松山温泉)を買収し、天人峡温泉株式会社を設立した佐藤門治は天人閣の開発を進めていき、1953年から1961年の間に次々と別館を増築していく。忠別川の氾濫による流失や2度の火災に見舞われたが、1964年に2018年の休館まで使用される5階建ての本館が完成（後に7階建てに増築）する。
観光地化した温泉地に多くの団体客が訪れるようになった高度経済成長期以降 、天人閣にも北海道内外から多くの観光客が訪れ、1954年から1971年の間には3度来館した高松宮宣仁親王をはじめ多数の皇族が来館した（「#訪れた著名人」を参照）。天人峡温泉を舞台にした三浦綾子の小説「自我の構図」が1974年にNHK銀河テレビ小説でTVドラマ化されたことも話題となり、ピーク時の1980年頃には年商約10億円を計上するまで業績を伸ばした。

### 衰退期（平成～令和）
しかし、平成の消費不況の影響で来客数が減少した ことに加え、2007年に発覚した水道法違反によるイメージの悪化も重なり、2010年4月に8億4000万円の負債を抱え倒産した。その後も営業は続けられ、事業を譲り受けた登別市の企業グループが株式会社松山温泉を設立し、再建に乗り出すが、2010年8月に東川町を襲った集中豪雨や2011年の東日本大震災で天人峡温泉への観光客が激減し、2018年4月にイーホテルの持株会社である Colours International（カラーズ・インターナショナル）へ事業譲渡される。2020年2月、Colours Internationalは改修計画を公表するが実現せず（「Colours International#天人閣改修計画」を参照）、天人閣は2018年12月に休館した後営業が再開されることがないまま、2023年1月、自治体により天人峡グランドホテルと共に解体・撤去される方針が決定し、120年に及ぶ歴史の幕を閉じることになった。（「#解体決定までの経緯」を参照）

## 施設
7階建の本館、5階建の第1別館、第3別館（地下1階～地上3階）の3棟から成っている。他の天人峡温泉の旅館が20～40室程度なのに対し、天人閣はその2.5～5倍の室数である99室を誇り、収容人数444名 、延べ約9300平方メートルの大規模旅館である。
- レストラン
  - テラスレストラン花水木（第一別館3階）[25]
  - グリルバー「羽衣」（本館5階）[25]
  - コーヒーショップ（本館2階）[25]
- 浴場施設
  - 岩風呂 - 自然の岩盤を浴室の一部にした浴場[27]。水車露天風呂と内湯の大浴場がある[25]。
  - 見返り岩 - 岩風呂より小ぶりの浴場。見返り岩露天風呂、大浴場、五右衛門風呂がある[25]。

露天風呂から見上げれば天人峡を、見下ろせば忠別川を臨むことができる
- その他施設 - 宴会場、売店、お祭り広場、ゲームコーナー、リラックスコーナー[25]

## 訪れた著名人
- 大町桂月 - 1921年8月に大雪山を縦走した際、松山温泉に宿泊する。紀行文「層雲峡より大雪山へ」の冒頭の有名な一節を記した石碑が天人閣の前に残されている[11]。羽衣の滝の命名者であるという説もある[11]。
- 雍仁親王妃勢津子 - 1954年に来館[14]
- 高松宮宣仁親王 - 1954年と1967年に宿泊、1971年に来館[14]
- 三笠宮崇仁親王 - 1954年に宿泊、1964年に一家で宿泊[14]
- 崇仁親王妃百合子 - 1970年に宿泊、1971年に来館[14]
- 寬仁親王 - 1970年に宿泊、1971年に来館[14]
- 高円宮憲仁親王 - 1971年に来館[14]
- 千容子 - 1971年に来館[14]
- 三浦綾子 - 天人峡温泉を舞台にした小説「自我の構図」の作者。天人閣に宿泊し小説を執筆していたこともあったという[17]。

## 解体決定までの経緯

### Colours International（カラーズ・インターナショナル）への事業譲渡
2018年4月、ビジネスホテルチェーン、イーホテルの持株会社であるColours Internationalが天人閣の事業を譲り受けたことが明らかになる。この事業譲渡では、Colours Internationalは建物の所有権のみを握り、2010年から事業を引き継いだ株式会社松山温泉がそれ以後も運営を行うという体制であった。そのため、Colours Internationalと松山温泉との間に様々な対立が生じたという。

### Colours Internationalによる改修・リニューアルオープンの計画
2018年12月以降、天人閣は休館となったが、2020年2月、Colours Internationalは松山温泉とのトラブル解決の目途がついたとし、天人閣を改修し、リニューアルオープンする計画を公表する  (「Colours International#天人閣改修計画」を参照) 。しかし、その後改修工事は行われず、翌2021年5月以降、Colours Internationalは企業活動を停止した（「Colours International#コロナ禍から活動停止へ（2020年～2021年）」を参照）ため、改修・リニューアルオープンの計画は立ち消えになる。

### 自治体による解体・撤去の決定
2019年10月以降、天人閣側からは国有林と温泉の利用料が支払われておらず天人閣は不法占拠の状態となっていたが、2022年8月、廃墟同然となったと報道される。2022年6月、東川町と美瑛町の関係機関は天人閣と天人峡温泉グランドホテルを撤去し、天人峡地区の景観向上を図り、安全性を確保するため、検討会を立ち上げた。この時点でも天人閣の所有権はColours Internationalにあったが、2023年1月、東川町と美瑛町、北海道などでつくる協議会は解体・撤去を決定した。13億円の解体・撤去費用は、国の補助金やふるさと納税などで賄われるという。撤去には2年かかり、跡地には公園や足湯の施設を整備する予定である。
2023年7月19日、旭川地裁は天人閣の所有者であるColours Internationalに対し、「出廷せず、書面も出さなかったため、請求事実を認めたものとみなす」とし、建物の撤去と土地の明け渡しを命じた。そして2024年に解体工事が行われ、同年12月頃までに更地化された。

## 年表
- 1897年（明治30年）- 松山多米蔵が温泉を発見[5]
- 1900年（明治33年）- 松山温泉を開場[5]
- 1921年（大正10年）- 大町桂月が宿泊
- 1941年 （昭和16年）- 佐藤門治が大雪荘(元・松山温泉)を買収し、天人峡温泉株式会社を設立[13]
- 1953年（昭和28年）～ 1961年 （昭和36年）- この時期に別館を次々増築 [14]
- 1954年（昭和29年）～ 1971年 （昭和46年）- 多数の皇族が来館する（「#訪れた著名人」を参照）
- 1962年（昭和37年）- 大浴場以外全焼[14]
- 1964年（昭和39年）- 地上5階建ての本館が完成[14]
- 1974年（昭和49年）- 天人峡温泉がNHK銀河テレビ小説「自我の構図」のロケ地になる[18]
- 2007年（平成19年）- 館内で宿泊客が使用する飲料水を、建物の下を流れる沢の水を汲み上げて使ったことで水道法違反となり、18日間自主休業する[15]
- 2009年（平成21年）12月 - 民事再生法を申請[20]
- 2010年（平成22年）4月 - 破産手続の開始決定を受け倒産[22]
  - 4月 - 株式会社松山温泉が設立される
- 2018年（平成30年）4月 - Colours International（カラーズ・インターナショナル）へ事業譲渡される[1]
  - 12月 - 休館[1]
- 2020年（令和2年）2月 - Colours Internationalが改修・リニューアルオープンの計画を公表する[1]（立ち消えになる）
- 2021年（令和3年）3月 - 株式会社松山温泉が破産[29]
- 2023年（令和5年）1月 - 自治体による天人閣と天人峡温泉グランドホテルの解体・撤去の方針が決まる[2]
  - 7月 - 旭川地裁は天人閣の所有者であるColours Internationalに対し、建物の撤去と土地の明け渡しを命じる[4]
- 2024年（令和6年）12月 - 建物の解体工事完了[3]。